# Spilka

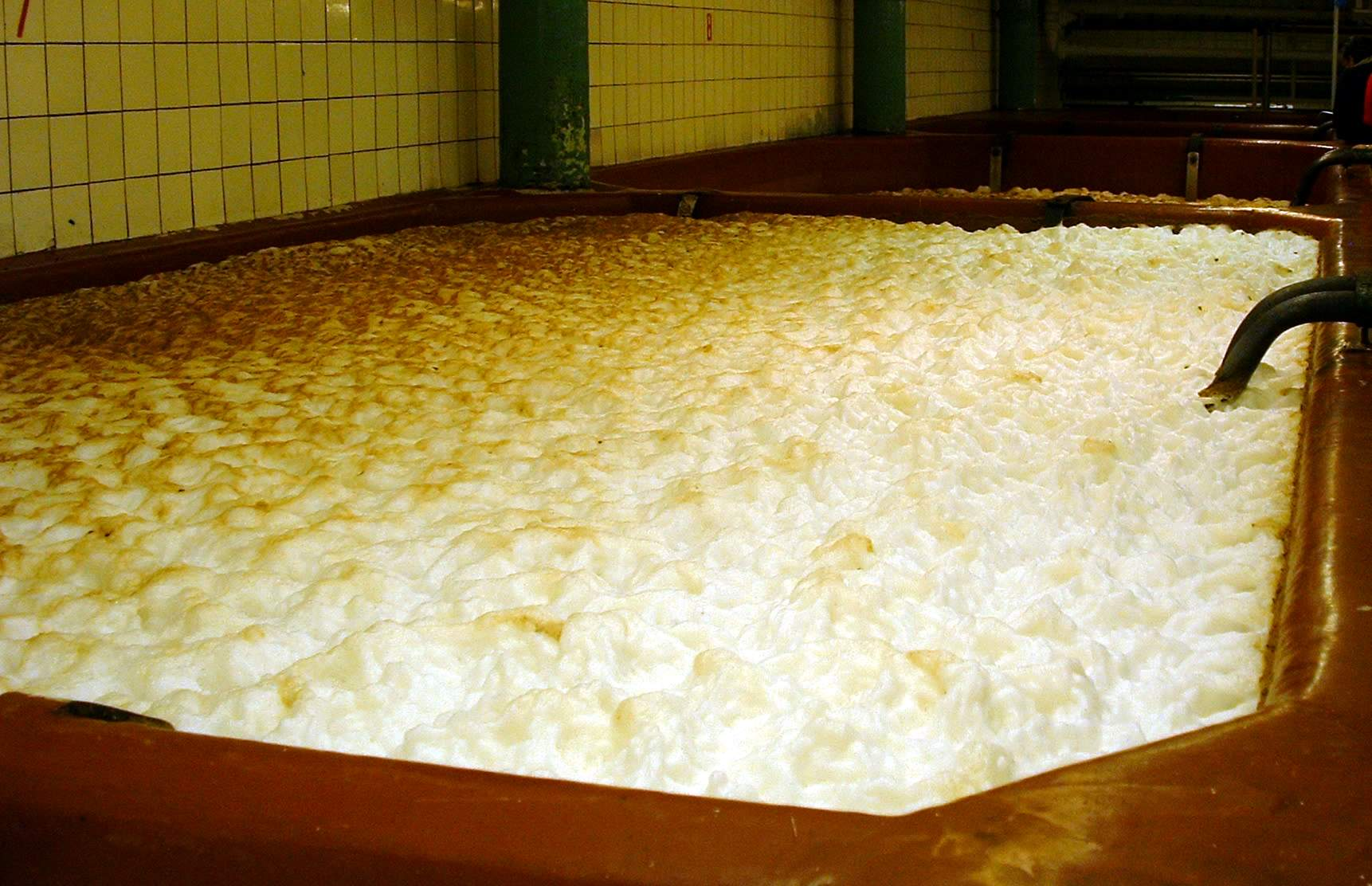
Fermentace v Nymburském pivovaru

Spilka je část pivovaru, ve které probíhá kvašení piva. Bývá umístěna ve sklepních prostorách, kvůli zajištění nízké teploty je často chlazena chladicím zařízením. K chlazení se užívalo a dodnes často užívá rozvodní potrubí s chlazenou slanou vodou – solankou. Ta zamrzá při nižší teplotě než čistá voda. Ještě předtím používaly pivovary k chlazení zásoby ledu, které si vytvořily v zimních měsících.
Samotné kvašení ve spilce probíhá v otevřených kádích, na hladině kvasícího piva se tvoří pěna. 
Moderní velké pivovary se již nestaví s klasickou sklepní spilkou. Kvašení probíhá ve velkých svislých válcových nádržích se spodní stranou ve tvaru nálevky uprostřed s výpustí. Při kvašení se udržuje teplota chladicím zařízením. Pokud je potřeba kvasící obsah promíchat, vhání se spodní výpustí do nádrže vzduch.